# Universidad Tecnológica de Tula-Tepeji
La Universidad Tecnológica de Tula-Tepeji (UTTT), es una institución pública de educación superior ubicada en la ciudad de Tula de Allende, en el Estado de Hidalgo, México.

## Historia
El proyecto para crear la universidad, se realizó de enero a agosto de 1991; inició sus actividades académicas en septiembre del mismo año. En 2003 inicio actividades la Unidad Académica de Chapulhuacán. En septiembre de 2013 abre sus puertas la Unidad Académica de Tepetitlán.

## Oferta educativa
La UTTT permite obtener el título de ingeniería en viarios cuatrimestres (dependiendo la carrera),al cubrir los primeros seis cuatrimestres, se otorga el título de Técnico Superior Universitario.
Tula-Tepeji
- T.S.U. en Química
  - Ingeniería Ambiental
  - Ingeniería Química
- T.S.U. en Mantenimiento Industrial.
- T.S.U. en Mantenimiento a Maquinaria pesada.
  - Ingeniería en Mantenimiento Industrial
- T.S.U. en Contaduría
  - Ingeniería Financiera y Fiscal
- T.S.U. en Administración
  - Licenciatura en Gestión de Negocios y Proyectos
- T.S.U. en Logística 
  - Licenciatura en Diseño y Gestión de Redes Logísticas
- T.S.U. en Desarrollo de Negocios
  - Licenciatura en Innovación de Negocios y Mercadotecnia
- T.S.U. en Mecatrónica
  - Ingeniería en Mecatrónica
- T.S.U. en Energías Renovables
  - Ingeniería en Energías Renovables
- T.S.U. en Procesos Industriales
  - Ingeniería en Procesos y Operaciones Industriales
- T.S.U. en Nanotecnología
  - Ingeniería en Nanotecnología
- T.S.U. en Construcción y Montaje de Plantas Industriales
  - Ingeniería en Construcción y Montaje de Plantas Industriales
- T.S.U. en Tecnologías de la Información
  - Ingeniería en Tecnologías de la Información

Chapulhuacán
- T.S.U. en Turismo
- T.S.U. en Contaduría
  - Ingeniería Financiera Y Fiscal
- T.S.U. en Desarrollo de Negocios
- T.S.U. en Tecnologías de la Información
  - Ingeniería en Tecnologías de la Información
- T.S.U. en Agricultura Sustentable y Protegida

Tepetitlán
- T.S.U. en Agricultura Sustentable y Protegida
- T.S.U. en Desarrollo de Negocios
- T.S.U. en Tecnologías de la Información
  - Ingeniería en Tecnologías de la Información

## Símbolos

### Escudo
Creado con base en la heráldica, está dividido en cuatro segmentos que, en el sentido de las manecillas del reloj e iniciando por el cuadrante superior derecho, muestra los iconos representativos del lugar donde se fundó la institución. El corazón del escudo muestra una estrella que significa la excelencia. En tanto el lema, rodea al escudo. En la parte inferior se ubica un lienzo donde se plasma el año de fundación.

## Campus

### Campus Tula
La universidad tiene cuatro laboratorios de ciencia y tecnología: química, mecánica, máquinas eléctricas y procesos de fabricación. Los siete edificios de la facultad son mecatrónica (MC), mantenimiento industrial (MI), procesos industriales (POI), contabilidad (CO), desarrollo de negocios (DE), tecnologías de información y comunicación (TIC) y tecnología ambiental (TA). Siete edificios académicos proporcionan a los estudiantes: vinculación (VI), biblioteca (B), centro de idiomas, villas / servicios generales, laboratorio de TI, rectoría (R) y cafetería.
Además es Centro Certificador de la Secretaría de Comunicaciones y Transportes y del CONOCER en diferentes estándares de competencia en área de Negocios y Logística. Cuenta además con un Centro Certificador de National Instruments y otro de Robótica con la Universidad Carnegie Mellon; se cuenta con una Fábrica de Software y el Centro Certificador en Desarrollo de Software iCarnegie.